# Kupferron
Kupferron je označení soli konjugované zásady N-nitroso-N-fenylhydroxylaminu (NH4[C6H5N(O)NO]). Používal se jako činidlo ke komplexaci kovových iontů v kvalitativní analýze. Anion se váže na kationty kovů přes dva atomy kyslíku za vzniku pětičlenných chelátových cyklů.

## Příprava a tvorba komplexů
Kupferron se připravuje z fenylhydroxylaminu a zdroje NO+:
C6H5NHOH + C4H9ONO + NH3 → NH4[C6H5N(O)NO] + C4H9OH
Jako bidentátní monoaniontový ligand vytváří CU− podobné komplexy jako acetylacetonát. Příklady komplexů jsou Cu(CU)2, Fe(CU)3 a Zr(CU)4.